# Baie de St Ives
La Baie de St Ives, (en anglais : St Ives Bay, en Cornique : Cammas an Tewyn, qui signifie baie des dunes de sable) est une Baie sur la côte atlantique du nord-ouest du comté de Cornouailles, en Angleterre (Royaume-Uni). Elle se présente sous la forme d'un croissant en eau peu profonde, à environ à 6 km, entre St Ives à l'ouest et Godrevy Head à l'est. 
Au point le plus méridional de la baie de St Ives, la rivière Hayle s'écoule vers la mer à travers des dunes de sable et la plage. Derrière les dunes, la rivière forme un large estuaire de marée qui comprend une zone de marais salé et un petit port en désuétude. L'estuaire est un endroit populaire pour l'observation ornithologique et la Société royale pour la protection des oiseaux qui y gère une réserve. 
La côte orientale de la baie est une plage de sable ininterrompue de 5 km soutenue par un système de dunes côtières connues sous le nom de The Towans qui s'étend de Porth Kidney Sands à l'ouest jusqu'à Godrevy Head à l'est. Ce tronçon de plage est populaire pour le surf, en particulier du côté de Gwithian.
Le côté ouest de la baie est plus élevé et il est plus densément habité avec les villages de  Lelant, Carbis Bay et St Ives.  La côte occidentale de la baie est plus accidentée avec plusieurs petites plages séparées par les promontoires. 
Le récif de Stones se trouve à environ un mille au nord-ouest de Godrevy Head et présente un danger pour la navigation. le phare de Godrevy, sur l'île du même nom, met en garde les marins du danger du fort courant de marée autour de Godrevy Island et le courant de marée à l'embouchure de la rivière Hayle.
|                             |
| Île de Godrevy et son phare |

|            |
| The Towans |